# Devils Glacier
Devils Glacier är en glaciär i Antarktis. Den ligger i den centrala delen av kontinenten. Nya Zeeland gör anspråk på området. Devils Glacier ligger 2 011 meter över havet.
Terrängen runt Devils Glacier är huvudsakligen platt, men söderut är den kuperad. Trakten är obefolkad. Det finns inga samhällen i närheten.